# Caldia
Il caldia è un tipo di marmo estratto da un'unica cava in provincia di Massa-Carrara.

Il materiale si presenta di colore bianco cristallino, quasi traslucido, puro e profondo, con venature ovulate di colore verde chiaro o chiarissimo e grigio bardigliaceo con punte di nero sottile; può presentare lievissime ombre
giallo-ocra che arricchiscono il fondo.

## Storia
L'inizio dell'estrazione del Caldia risale intorno agli anni venti del secolo
scorso.
Oggi la cava produce in maniera costante.

## Utilizzi
Il materiale da anni viene utilizzato prevalentemente nel rivestimento e nella pavimentazione in interventi edilizi di prestigio.